# 近江舞子駅
近江舞子駅（おうみまいこえき）は、滋賀県大津市南小松カヤにある、西日本旅客鉄道（JR西日本）湖西線の駅である。駅番号はJR-B19。

## 歴史
- 1974年（昭和49年）7月20日：日本国有鉄道湖西線の開通と同時に開業[2]。旅客のみを取り扱う駅員無配置駅[3]。
- 1986年（昭和61年）11月1日：新快速の当駅までの延長運転を開始。
- 1987年（昭和62年）4月1日：国鉄分割民営化により、西日本旅客鉄道の駅となる[4]。
- 2003年（平成15年）11月1日：ICカード「ICOCA」の利用が可能となる。
- 2008年（平成20年）12月1日：ホームの北側に風力発電機（発電能力：約1kW）1台を設置[5]。
- 2016年（平成28年）3月26日：ダイヤ改正に伴い、緩行線電車の当駅までの乗り入れが廃止される。
- 2018年（平成30年）3月17日：駅ナンバリングが導入され、使用を開始。
- 2025年（令和7年）6月30日：出札窓口の営業を終了[6]。

## 駅構造

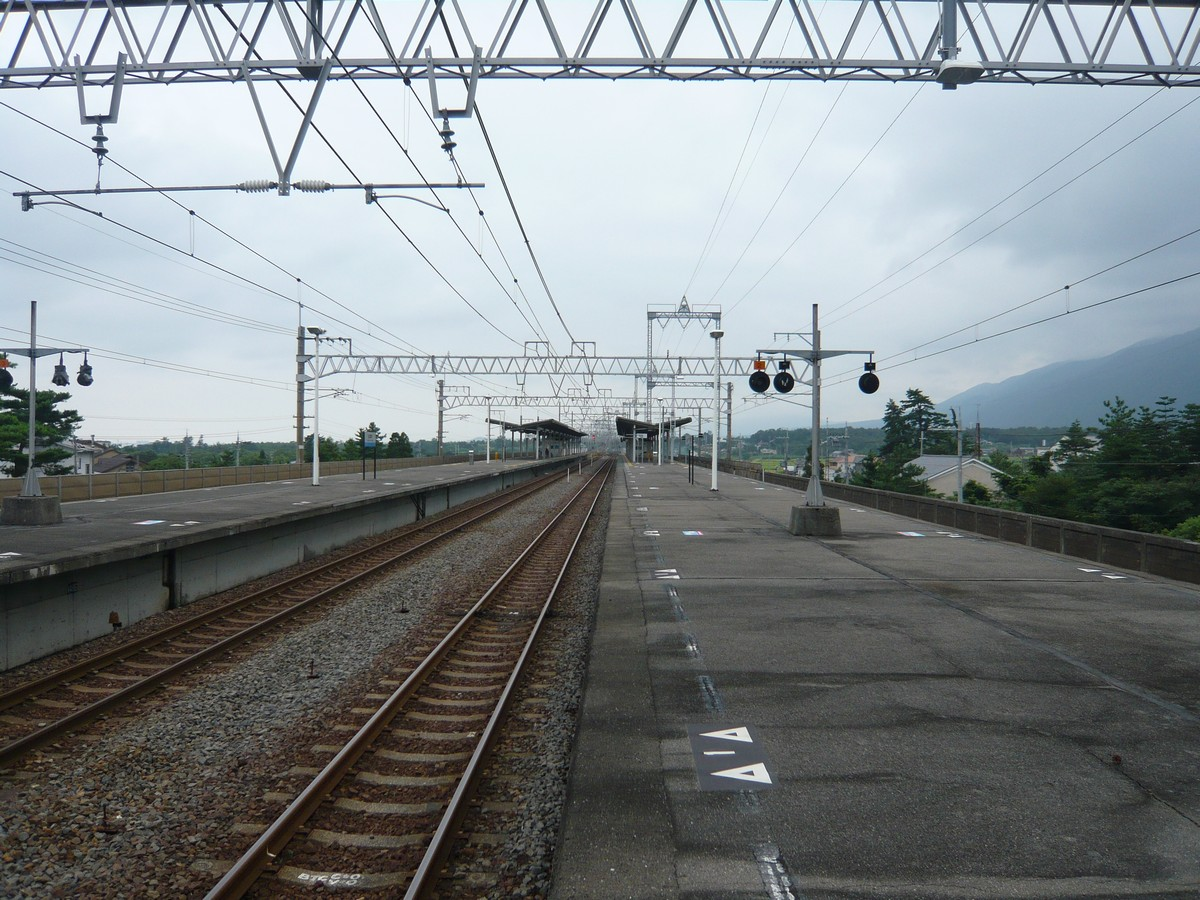
ホーム（2007年8月）

島式ホーム2面4線ホームを持つ停車場で、待避設備を備えた高架駅となっている。
駅構内には化粧室、有人改札口、簡易自動改札機、自動券売機、発車標などがある。長らく業務委託駅であったが、2012年4月1日より直営駅（堅田駅が管理）に転換された。その後、2018年11月1日より再び業務委託駅となった。

### のりば
| のりば | 路線   | 方向 | 行先               | 備考          |
| ------ | ------ | ---- | ------------------ | ------------- |
| 1・2   | 湖西線 | 下り | 近江今津・敦賀方面 |               |
| 3・4   | 湖西線 | 上り | 山科・京都方面     | 一部2番のりば |

付記事項
- 外側2線（1・4番のりば）が本線、内側2線（2・3番のりば）が待避線である。なお、当駅で京都方面へ折り返す列車は2番のりばを使用する。
- 内側2線（2・3番のりば）は貨物列車などが後続列車の発車・通過待ちを行うために停車することがある[注釈 1]。
- 一部列車は当駅で緩急接続を行うが、当駅始発の京都方面行きとの対面乗り換えはできない。
- 当駅以北は夏期・冬期間のみ車内保温のため、ドア開閉ボタンを使用する対象となっていたが、後に近江今津駅以北に変更された。

## 利用状況
「滋賀県統計書」によると、1日平均の乗車人員は以下の通りである。JR西日本の移動等円滑化取組報告書によれば、2023年度の1日当たりの利用者数は1,526人。
| 年度   | 1日平均 乗車人員 | 出典        |
| ------ | ---------------- | ----------- |
| 1992年 | 791              | [ 統計 2 ]  |
| 1993年 | 822              | [ 統計 3 ]  |
| 1994年 | 866              | [ 統計 4 ]  |
| 1995年 | 916              | [ 統計 5 ]  |
| 1996年 | 878              | [ 統計 6 ]  |
| 1997年 | 866              | [ 統計 7 ]  |
| 1998年 | 870              | [ 統計 8 ]  |
| 1999年 | 871              | [ 統計 9 ]  |
| 2000年 | 870              | [ 統計 10 ] |
| 2001年 | 857              | [ 統計 11 ] |
| 2002年 | 825              | [ 統計 12 ] |
| 2003年 | 864              | [ 統計 13 ] |
| 2004年 | 870              | [ 統計 14 ] |
| 2005年 | 862              | [ 統計 15 ] |
| 2006年 | 903              | [ 統計 16 ] |
| 2007年 | 829              | [ 統計 17 ] |
| 2008年 | 829              | [ 統計 18 ] |
| 2009年 | 803              | [ 統計 19 ] |
| 2010年 | 816              | [ 統計 20 ] |
| 2011年 | 804              | [ 統計 21 ] |
| 2012年 | 776              | [ 統計 22 ] |
| 2013年 | 771              | [ 統計 23 ] |
| 2014年 | 725              | [ 統計 24 ] |
| 2015年 | 739              | [ 統計 25 ] |
| 2016年 | 745              | [ 統計 26 ] |
| 2017年 | 755              | [ 統計 27 ] |
| 2018年 | 765              | [ 統計 28 ] |
| 2019年 | 754              | [ 統計 29 ] |
| 2020年 | 656              | [ 統計 30 ] |
| 2021年 | 672              | [ 統計 31 ] |
| 2022年 | 731              | [ 統計 32 ] |

## 駅周辺
宿泊施設や温泉施設のほか、教育機関などがいくつか所在する。開業以降は分譲住宅が増えている。また、保養地という土地柄、ホテルやペンションもある。
駅の西側は滋賀県道558号高島大津線（旧・国道161号）と志賀バイパス（国道161号）をはさんで比良山地が迫るため、平坦な土地はこの辺りで途切れる。東側はすぐ琵琶湖に面している。
駅西側
- 大津市立小松小学校
- 舞子プラザ（民宿）
- 近江舞子いちご園[8]
- 浄教山西方寺[9]
- 八幡神社（大津市）[10]
- 天理教雄松崎分教会
- 志賀バイパス近江舞子ランプ（国道161号）
- 滋賀県道558号高島大津線

駅東側
- 近江舞子（北浜水泳場・中浜水泳場・南浜水泳場・近江舞子内湖）[11]
- 南小松港
- ホテル琵琶レイクオーツカ - 同ホテル前に「月見浜」という水泳場がある[12]。
- 近江湖の辺の路（自然歩道）[13]
- 滋賀県道307号北小松大物線
- 滋賀県道601号守山大津志賀自転車道線 - 当駅付近は滋賀県道307号線と重複。

## 隣の駅
西日本旅客鉄道（JR西日本）
 湖西線
■新快速・■快速
北小松駅 (JR-B18) - 近江舞子駅 (JR-B19) - 堅田駅 (JR-B25)
■普通
北小松駅 (JR-B18) - 近江舞子駅 (JR-B19) - 比良駅 (JR-B20)

### 記事本文